# Leukerbad
Leukerbad (en francés Loèche-les-Bains) es una comuna suiza del cantón del Valais, situada en el distrito de Leuk. Limita al norte con las comunas de Adelboden (BE) y Kandersteg (BE), al este con Ferden, al sur con Guttet-Feschel, Albinen e Inden, y al oeste con Mollens y Lenk im Simmental (BE).